# Morris Almond
Morris Almond (* 2. Februar 1985 in Dalton) ist ein ehemaliger US-amerikanischer Basketballspieler. Seine bevorzugte Position war die des Shooting Guards.

## Karriere
Morris Almond begann seine Collegelaufbahn in der Rice University bei den Rice Owls. In der Saison 2006/07 erzielte er durchschnittlich 26,4 Punkte und wurde zum besten Spieler der Conference USA ernannt. Bei der NBA Draft 2007 wurde er als 25. Pick der ersten Runde vom Utah Jazz ausgewählt. Während seiner zwei Spielzeiten beim Jazz brachte er es jedoch nur auf 34 Einsätze, meist spielte er für den Utah Flash in der NBA D-League, wo er am 30. Januar 2008 beim 102:87-Sieg seiner Mannschaft gegen den Bakersfield Jam mit 53 Zählern den D-League-Punkterekord aufstellte. Im September 2009 verpflichtete ihn die Orlando Magic, doch nach nur vier Preaseason-Spielen verließ er diese Richtung D-League, wo er in der Saison 2009/10 zuerst für Springfield Armor und ab dem 15. Februar 2010 für die Maine Red Claws aktiv war.
Im April 2010 unterschrieb er einen bis 2012 laufenden Vertrag beim spanischen Erstligisten Real Madrid, wechselte jedoch schon im Sommer desselben Jahres nach Italien, zu Victoria Libertas Pesaro. Nachdem er kurzzeitig in der Ukraine für die Tscherkassky Mawpi aktiv gewesen war, wechselte Almond Anfang 2012 wieder zurück in die NBA D-League zu den Maine Red Claws. Er erhielt 2012 einen Vertrag bei den Washington Wizards, für die er 4 Spiele absolvierte und 3,5 Punkte pro Spiel erzielte.
Nach der Saison wechselte er nach Serbien zum KK Roter Stern Belgrad, blieb jedoch nur kurz, ehe er in die D-League zurückkehrte. 2013 stand er bei den Los Angeles D-Fenders unter Vertrag.

## Erfolge
- Conference USA Player of the Year: 2006/07